# Mebeverina
A mebeverina (cloridrato) é um fármaco antiespasmódico, utilizado no alívio de espasmos intestinais, cólicas, cólon espasmódico e diverticulite.

## Mecanismo de ação
Atua de forma direta na musculatura intestinal, reduzindo o tônus. Todavia, não possui relação de ação por mediação colinérgica do sistema nervoso autônomo, como a atropina